# Jamie Loeb
Jamie Loeb (8 de marzo de 1995) es una jugadora de tenis estadounidense.
Loeb tiene un mejor ranking en WTA de 132, logrado el 2 de febrero de 2018. También tiene un mejor ranking e dobles de 120 logrado el 16 de julio de 2018. Loeb ha ganado 7 ITF singles títulos, y 6 ITF dobles.

## Primeros años y personal
Loeb Nació en Bronxville, Nueva York, y se crio en Ossining, Nueva York. Sus padres son Jerry , quién posee una carnicería, y Susan Loeb, quién es un profesora . Es la más joven de cuatro hermanos, y es judía.

## Carrera de tenis
Su madre, una instructora de tenis, fue su primera entrenadora. Empezó a jugar a tenis en el club Cabido en Briarcliff a los 5 años, y a partir de los 11 empezó a competir en torneos nacionales. Ganó un título estatal de Nueva York para su instituto ( Ossining Instituto ) como sophomore, siguiendo los pasos de su hermana Jenna quién había ganado tres. Al acabar el instituto empezó a estudiar en línea.
Entrena en el John McEnroe Academia de Tenis en la isla de Randall dónde de vez en cuando  pelotea con McEnroe.
En 2015, decididó competir en tenis como profesional, dejando la liga universitaria (UNC) con un registro muy destacable de 84-9 .

## Títulos ITF

### Individuales 7
| Leyenda                   |
| ------------------------- |
| $100,000 torneos          |
| $80,000 torneos           |
| $50,000 / $60,000 torneos |
| $25,000 torneos           |
| $15,000 torneos           |
| $10,000 torneos           |

| Finales por superficie |
| ---------------------- |
| Dura (5–2)             |
| Tierra batida (2–0)    |
| Hierba (0–0)           |
| Alfombra (0–0)         |

| Núm. | Fecha                    | Torneo                      | Superficie    | Adversario           | Puntuación         |
| ---- | ------------------------ | --------------------------- | ------------- | -------------------- | ------------------ |
| 1.   | 25 de junio de 2012      | #Búfalo, Estados Unidos     | Tierra batida | Tornado Alicia Black | 7–6(7–5), 6–2      |
| 2.   | 30 de septiembre de 2012 | Amelia Isla, Estados Unidos | Tierra batida | Mari Osaka           | 6–3, 7–5           |
| 3.   | 20 de mayo de 2013       | Sumter, Estados Unidos      | Duro          | Brooke Austin        | 6–4, 6–3           |
| 4.   | 5 de julio de 2015       | El Paso, Estados Unidos     | Duro          | Jennifer Brady       | 6–7(7–9), 6–4, 6–2 |
| 5.   | 21 de febrero de 2016    | Sorpresa, Estados Unidos    | Duro          | CiCi Bellis          | 3–6, 6–1, 6–3      |
| 6.   | 3 de julio de 2016       | El Paso, Estados Unidos     | Duro          | Caitlin Whoriskey    | 7–5, 6–3           |
| 7.   | 12 de febrero de 2017    | Launceston, Australia       | Duro          | Tamara Zidansek      | 7–6 (4), 6–3       |

### Dobles 6
| Leyenda                   |
| ------------------------- |
| $100,000 torneos          |
| $75,000 torneos           |
| $50,000 / $60,000 torneos |
| $25,000 torneos           |
| $10,000 torneos           |

| Finales por superficie |
| ---------------------- |
| Duro (5)               |
| Clay (1)               |
| Hierba (0)             |
| Alfombra (0)           |

| Núm. | Fecha                 | Torneo                      | Superficie | Socio             | Adversarios                      | Puntuación              |
| ---- | --------------------- | --------------------------- | ---------- | ----------------- | -------------------------------- | ----------------------- |
| 1.   | 25 de junio de 2012   | #Búfalo, Estados Unidos     | Clay       | Nika Kukharchuk   | Fatma Al-Nabhani Jacqueline Cako | 1–6, 6–3, [10–8]        |
| 2.   | 2 de junio de 2014    | El Paso, Estados Unidos     | Duro       | Ashley Weinhold   | Danielle Lao Hsu Chieh-yu        | 4–6, 6–4, [15–13]       |
| 3.   | 10 de agosto de 2014  | Landisville, Estados Unidos | Duro       | Sanaz Marand      | Lena Litvak Alexandra Mueller    | 7–6(7–5), 6–1           |
| 4.   | 13 de octubre de 2014 | Florence, Estados Unidos    | Duro       | Sanaz Marand      | Danielle Lao Keri Wong           | 6–3, 7–6(7–5)           |
| 5.   | 13 de julio de 2015   | Stockton, Estados Unidos    | Duro       | Sanaz Marand      | Kaitlyn Christian Danielle Lao   | 4–6, 7–6(14–12), [8–10] |
| 6.   | 6 de agosto de 2016   | Granby, Canadá              | Duro       | An-Sophie Mestach | Rika Fujiwara Yuki Naito         | 6-4, 6-4                |